# داگنی میکوش
داگنی میکوش (لهستانی: Dagny Mikoś؛ زادهٔ ۱۳ سپتامبر ۱۹۸۹) بازیگر و موسیقی‌دان اهل لهستان است.
از فیلم‌ها یا مجموعه‌های تلویزیونی که وی در آن‌ها نقش داشته است، می‌توان به دختران جنگ، عشق اول و رنگ‌های خوشبختی اشاره نمود.